# Ágætis byrjun
Ágætis byrjun (En god start) er den Islandske post-rock gruppe Sigur Rós's 2. album, og blev udgivet i 1999. Albummet blev bandets gennembrud, både kritikkermæssigt og kommercielt. 
Bandet skifter stil for forgængeren Von, og introducere her Jónsi Birgisson's brug af cello-bue på elguitar, samt brug af en strenge oktet og andre orkestrale elementer på numrene
Alle sange bliver sunget på islandsk, bortset fra "Olsen Olsen", der bliver sunget på Sigur Rós's eget nonsenssprog "håblandsk".

## Skæringer og dansk oversættelse
1. "Intro" – 1:36
2. "Svefn-g-englar" [Søvngængere] – 10:04
3. "Starálfur" [Stirrende alfer] – 6:47
4. "Flugufrelsarinn" [Fluefrelseren] – 7:47
5. "Ný batterí" [Nye batterier] – 8:11
6. "Hjartað hamast (bamm bamm bamm)" [Hjertet slår (bang bang bang)] – 7:11
7. "Viðrar vel til loftárása" [Godt vejr til luftangreb] – 10:18
8. "Olsen Olsen" – 8:03
9. "Ágætis byrjun" [En god begyndelse] – 7:56
10. "Avalon" – 4:00

Albummets booklet viser ingen titel for det første nummer, men bandets hjemmeside kalder det for "Intro". Bandet har også kaldt det The "Nujryb Siteaga" (Ágætis byrjun stavet bagfra).

## Eksterne links
- Website